# دوريس جيبسون
دوريس جيبسون (بالإسبانية: Doris Gibson)‏ هي صحفية بيروفية، ولدت في 28 أبريل 1910 في ليما في بيرو، وتوفيت في 23 أغسطس 2008.